# Đăk Pơ Pho
Đăk Pơ Pho là một xã thuộc huyện Kông Chro, tỉnh Gia Lai, Việt Nam.
Xã Đăk Pơ Pho có diện tích 53,05 km², dân số năm 2006 là 2.054 người, mật độ dân số đạt 39 người/km².